# 東南謝拉維斯塔 (亞利桑那州)
東南謝拉維斯塔（英語：Sierra Vista Southeast）是位於美國亞利桑那州科奇斯縣的一個人口普查指定地區。根據2010年美國人口普查，該地人口為14797人，而該地的面積約為287.19平方千米。

## 地理
東南謝拉維斯塔的座標為31°29′18″N 110°13′56″W / 31.48833°N 110.23222°W，而該地最高點為海拔高度1392米（即4567英尺）。